# Robert Veyron-Lacroix
Robert Veyron-Lacroix (Parijs 13 december 1922 – Garches (Hauts-de-Seine) 2 april 1991), was een Frans klavecimbelspeler en pianist.

## Levensloop
Op vroege leeftijd leerde Veyron-Lacroix piano spelen van zijn moeder. Vanaf 1932 studeerde hij aan het Conservatorium van Parijs, onder meer bij de componist Marcel Samuel-Rousseau en de pianist Yves Nat. Hij behaalde er talrijke eerste prijzen, en was er van 1967 tot 1988 leraar klavecimbel. Onder zijn studenten zijn te vermelden Michèle Delfosse, Brigitte Haudebourg, Aline Zylberajch, Alain Louvier, Jean-Patrice Brosse, Joël Pontet en Richard Siegel. Hij doceerde ook bij de Scola Cantorum (vanaf 1956) en aan de Internationale Zomeracademie in Nice.
In 1952 stichtte hij met Jean-Pierre Rampal het Ensemble Baroque de Paris, een kwintet samengesteld uit vooraanstaande muziekuitvoerders. Naast hen beiden waren dat Pierre Pierlot (hobo), Paul Hongne (fagot, basso continuo) en Robert Gendre (viool). Ze speelden circa dertig jaar samen. Als solist speelde Veyron-Lacroix ook vaak samen met het orkest van Jean-François Paillard.
Gedurende bijna 35 jaar vormde Veyron-Lacroix een duo met de fluitist Jean-Pierre Rampal. Hun eerste recital dateerde van 1946. In 1949 gaven ze een groot concert in Salle Gaveau in Parijs. Daarna toerden ze samen de wereld rond. Hun eerste concert in de Verenigde Staten was in de Library of Congress in Washington D.C. Veyron-Lacroix trad ook op en produceerde ook nog opnamen met andere musici, zoals Paul Tortelier, Pierre Pierlot (hobo) en Arthur Grumiaux (viool).
In 1965, 1968 en 1971 maakte Veyron-Lacroix deel uit van de jury van de eerste internationale klavecimbelwedstrijd in het kader van het Festival Oude Muziek in Brugge. Hij zetelde ook in een gelijksoortige jury in Parijs.

## Discografie
Van Veyron-Lacroix bestaat een uitgebreide discografie. Hij nam veel grammofoonplaten op voor Erato, onder meer, met Jean-François Paillard, de twaalf concerten voor klavecimbel van Johann Sebastian Bach integraal.
Hij verzorgde ook de uitgave van talrijke partituren van Bach, Händel, Haydn, Telemann en Leclair.
Veyron-Lacroix voerde ook heel wat concerto's voor klavecimbel uit van hedendaagse Franse componisten, zoals Jean Françaix, Jean-Michel Damase en Darius Milhaud, en ook werk van Jacques Castérède, Roger Albin en Pierre Petit.